# Стефані Браун-Трефтон
Стефані Браун-Трефтон  (англ. Stephanie Brown-Trafton, 1 грудня 1979) — американська легкоатлетка, олімпійська чемпіонка.

## Виступи на Олімпіадах
| Олімпіада  | Дисципліна    | Місце             |
| ---------- | ------------- | ----------------- |
| Афіни 2004 | метання диска | 22 (кваліфікація) |
| Пекін 2008 | метання диска | 1                 |